# Gabriel Mendy
Gabriel Mendy CSSp (ur. 9 kwietnia 1967 w Lamin) – gambjski duchowny katolicki, biskup Bandżul od 2018.

## Życiorys

### Młodość i prezbiterat
W roku 1985 wstąpił do Zgromadzenia Ducha Świętego, gdzie złożył śluby zakonne 31 sierpnia 1996. Święcenia kapłańskie przyjął 15 listopada 1997. Pracował duszpastersko w parafiach w rodzinnym kraju, w Sierra Leone i w Stanach Zjednoczonych. Był też m.in. wykładowcą "pre-seminarium" w Kenemie oraz wykładowcą i wicerektorem zakonnego instytutu teologicznego w Enugu. 

### Episkopat
30 listopada 2017 roku został mianowany przez papieża Franciszka biskupem diecezji Bandżul. Sakry udzielił mu 3 lutego 2018 arcybiskup Edward Tamba Charles.